# Peganaceae
Peganaceae is een botanische naam voor een familie van tweezaadlobbigen. Een familie onder deze naam wordt niet erg vaak onderscheiden door systemen van plantentaxonomie, maar wel door het APG-systeem (1998) en het APG II-systeem (2003), zij het in beperkte zin: de betreffende planten mogen ook worden ingevoegd in de familie Nitrariaceae. Het gaat om een kleine familie van één of twee genera.

## Geslachten
- Peganum L.
- Malacocarpus Fisch. & C.A.Mey. (soms in Peganum inbegrepen)